# Annemarie Brunner
Annemarie Brunner (* 9. Juli 1957 in Schwertberg als Annemarie Rockenschaub; † 28. März 2020 in Ried in der Riedmark) war eine österreichische Landwirtin und Politikerin. Von 2003 bis Jänner 2020 war sie Abgeordnete zum Oberösterreichischen Landtag.

## Leben
Nach dem Besuch der Volks- und Hauptschule in Schwertberg absolvierte Brunner die Handelsschule in Perg. Sie war verwitwet und lebte in Ried in der Riedmark. Kurz nach ihrem Rücktritt aus dem Parlament im Jänner 2020 erlitt sie einen Schlaganfall, an dessen Folgen sie am 28. März 2020 starb. Ihr erwachsener Sohn war am 9. März 2020 mit 44 Jahren bei einem Arbeitsunfall gestorben.

## Politik
Brunner war von März 2002 bis Oktober 2019 Landesbäuerin und ab 2003 Kammerrätin in der Oö. Landwirtschaftskammer. Von 23. Oktober 2003 bis 30. Jänner 2020 war sie oberösterreichische Landtagsabgeordnete (ÖVP).
Brunner war Mitglied in folgenden Ausschüssen: für allgemeine innere Angelegenheiten;  für volkswirtschaftliche Angelegenheiten; für Frauenangelegenheiten sowie im Immunitäts- und Unvereinbarkeitsausschuss. In der Landtagssitzung am 30. Jänner 2020 folgte ihr Christian Kolarik als Abgeordneter nach.